# Gomphocerini
A Gomphocerini az egyenesszárnyúak (Orthoptera) rendjébe sorolt sáskafélék (Acrididae) Gomphocerinae alcsaládjának névadó nemzetsége több mint egy tucat nemmel és több száz fajjal.

## Magyarországon honos fajok
- Gomphocerippus nem:
  - erdei bunkóscsápúsáska (Gomphocerippus rufus)
- Gomphocerus nem:
  - szibériai bunkóscsápú sáska (Gomphocerus sibiricus)
- Myrmeleotettix nem:
  - homoki bunkóscsápú sáska (Myrmeleotettix antennatus)
  - kis bunkóscsápú sáska (Myrmeleotettix maculatus)
- Omocestus
  - barna tarlósáska (Omocestus haemorrhoidalis)
  - Omocestus minutus
  - szőke tarlósáska (Omocestus petraeus)
  - vörös hasú tarlósáska (Omocestus rufipes)
  - zöld tarlósáska (Omocestus viridulus)
  - Omocestus ventralis
- Stenobothrus
  - Stenobothrus biyuttulus
  - Stenobothrus crassipes
  - eurázsiai rétisáska (Stenobothrus eurasius)
  - Stenobothrus fischeri
  - jajgató rétisáska (Stenobothrus lineatus)